# Pasto jezici
Pasto jezici, skupina indijanskih jezika porodice barbacoan kojim su govorila, ili govore i danas neka plemena iz južne Kolumbije. Današnja klasifikacija navodi dva jezika, viz.: barbacoas [bpb] i awa-cuaiquer [kwi].
Skupini barbacoa, u užem smislu, (danas se naziva pasto), Daniel Garrison Brinton pripisuje plemena Barbacoas, Cayapas, Colorados ili Sacchas, Cuaiqueres, Iscuandés, Manivis i Telembis

## Vanjske poveznice
- Ethnologue (14th)
- Ethnologue (15th)